# تشارلز إف. كوبر
تشارلز إف. كوبر هو سياسي كندي، ولد في 3 يناير 1852 في برمنغهام في المملكة المتحدة، وتوفي في 11 مارس 1919 في Halifax County, Nova Scotia ‏ في كندا. نشط حزبياً في الحزب الليبرالي في نوفا سكوشا ‏. وقد انتخب عضو مجلس نواب نوفا سكوشا ‏.